# Patrijarhat
Patrijarhat, u općem smislu, oblik društvene organizacije, formalne ili neformalne, u kojoj muškarci imaju primarnu kontrolu nad društvenim, političkim, ekonomskim i kulturnim institucijama. Dominacija je izražena kroz različite društvene prakse i običaje te je prate i perpetuiraju odgovarajuće društvene ideologije. U sociologiji, patrijarhat se poima i kao oblik društvene zajednice u kojoj je osnovna društvena jedinica muški rod, a grupa je povezana srodstvom po muškoj liniji. Patrijarhat se ponekad povezuje s patrilinearnim društvima, koja podrijetlo i nasljeđivanje računaju po muškoj liniji. Međutim, pokazalo se da patrilinearnost nije nužan uvjet za mušku dominaciju u društvu.

## Nastanak i shvaćanja
Postoje razna objašnjenja i teorije o nastanku patrijarhata. Narodi koji su naseljavali područje Europe vjerojatno su se društvenim prilikama razvijali u pravcu patrijarhata. Promjene se mogu dovesti u vezu s azijatskim plemenima konjanika, koji su zbog suše i naglog porasta broja stanovnika morali napustiti svoje područje. Do ovog procesa seobe došlo je veoma rano (otprilike 3500 pr. Kr.). Formiranje patrijarhata, marginalizacija žena i oružani sukobi imaju zajedničke korijene. Stalni ratovi i osvajanja doveli su do dominacije patrijarhalnih kultura. Ove kulture su bile okosnica stvaranja europske civilizacije (Grčke i Rimskog Carstva). Posljednji centar stare, veoma razvijene poljoprivredne kulture koju su vodile žene bio je na Kreti, koji je nestao u drugoj polovini drugog stoljeća pr. Kr. zbog posljedica prirodnih katastrofa.

#### Antrolopologija i sociologija
U sociologiji i antropologiji, patrijarhat se neko vrijeme koristio kao specifičan pojam za društveni sistem u kojem otac ili stariji muškarac ima apsolutnu vlast nad obitelji, a jedan ili više muškaraca imaju vlast i moć nad čitavom zajednicom. Upotrebljavali su ga mislioci i znanstvenici u 19. stoljeću, nastojeći primijeniti Darwinov model biološke evolucije i na društvo te formirati linearnu teoriju razvoja ljudske kulture. Predlagali su teoriju (danas napuštenu) po kojoj se organizacija ljudskog društva razvijala kroz stupnjeve - prvi je bio stadij animalističkog seksualnog promiskuiteta, nakon kojeg je uspostavljen matrijarhat, a potom patrijarhat.U novije vrijeme znanstvenici se slažu da, iako se moć u društvu često preferencijalno dodjeljivala muškom ili ženskom rodu, ni matrijarhat ni patrijarhat (shvaćeni u ovakvom užem smislu) nisu kulturne univerzalije, tj. ne može se pouzdano tvrditi da predstavljaju stadije razvoja svih društava koja su postojala u povijesti civilizacije.
Dokazi ukazuju na to da su u najmlađem dobu, dakle oko 7000 godina pr. Kr., na području današnje Europe i male Azije živjele veoma razvijene kulture, koje su njegovale poljoprivredu. U to doba žene su igrale važnu ulogu - ekonomski kao radnice, duhovno kao svećenice, te je njihova društvena uloga bila naglašena. Rodbinske veze su se oslanjale na matrijarhat, dakle kćerke su nasljeđivale svoje majke. Muškarci su imali jednako važne uloge kao trgovci i zanatlije, a kako se čini u to doba nije bilo ratova. Važni centri ove rane kulture bili su na Balkanu, područje današnje Turske i pred-Asirske kulture na području današnjeg Irana.

#### Politologija i pravo
U politiološkom i pravnom smislu, patrijarhat se može promatrati kao ugovor koji u sebi sadrži mehanizam koji je ostatak starog svijeta očinskog prava, koje je prethodilo novom građanskom svijetu utemeljenom na ugovoru. Status, koji je svojstven za patrijarhat, općenito može karakterizirati pripisanost, što znači da ljudi već rođenjem dobivaju određeni društveni položaj, i to na temelju značajki kao što su spol, boja kože, kasnije dob i dr. Kroz ugovor, koji je svojstven građanskom društvu, status poprima značenje postignutog položaja što se smatra odlikom novog građanskog društva. 
Tradicionalni patrijarhat označava odnose koji se temelje na moći i očinsku vlast. Očinska vlast u građanskom društvu postaje metafora za vladara kojem se pokoravaju podanici. U građanskom društvu vladar je zakon. Kao jedan od načina postanka političkog društva vidi u udruživanju velikog broja patrijarhalnih porodica.
Klasični patrijarhat - teorija političkog prava i političke pokornosti; sinovi se rađaju podložni očevima, a time i politički podčinjeni. Politička je moć očinska, a proizlazi iz očeve prokreativne moći. Političko se pravo smatralo prirodnim. Moć oca je paternalna. U društvenom smislu prokreacija se monogenetski smatra posljedicom prokreativne snage očeva sjemena. Neke značajke toga prisutne su i danas.
Moderni patrijarhat - bratski, ugovorni i strukturira kapitalističko građansko društvo. Temelji se na bratstvu kao kategoriji koju ne povezuje srodstvo, nego činjenica da je netko muškarac i odnosi se na javnu sferu. Većina teoretičara ugovora smatra da je obitelj prirodna institucija i da očeva vlast proizlazi iz njegove prokreativne moći, iako se može temeljiti i na pristanku. Hobbes nasuprot tome tvrdi da je obitelj «umjetna» institucija, pa je očevo pravo sukladno tome, konvencionalne, ugovorne prirode te počiva na sili. Još jedno nagađanje o podrijetlu patrijarhata govori da je u početku društvenog postanka društveni život bio uređen prema majčinskom pravu (matrijarhat), a srodstvo se gledalo matrilinijski. Nagađa se da se takvo uređenje možda razvilo zbog spolnog promiskuiteta koji je onemogućavao utvrđivanje očinstva pa se nasljeđe računalo po ženskoj (majčinskoj) liniji.

## Crkvena jedinica
U kršćanskim organizacijama, patrijarhat je naziv za različite ustrojstvene i teritorijalne jedinice. Tako u ranom kršćanstvu patrijarhat označava jednu od pet najvažnijih biskupskih stolica. Postojali su Rimski, Aleksandrijski, Antiohijski, Carigradski i Jeruzalemski patrijarhat, kao povijesna crkveno-upravna područja. U katolicizmu, patrijarhat je teritorijalno područje nekih istočnih katoličkih crkava, npr. Armenski patrijarhat, Maronitski patrijarhat, ali i počasni naziv nekih biskupskih stolica na Zapadu, npr. one u Lisabonu i Veneciji. U pravoslavlju, patrijarhat je naziv za neke autokefalne crkve, kao što su Carigradski ekumenski patrijarhat, Aleksandrijski pravoslavni patrijarhat, Jeruzalemski pravoslavni patrijarhat i sl.